# Yann Fouéré
Yann Fouéré (Aignan, 26 luglio 1910 – Saint-Brieuc, 21 ottobre 2011) è stato un politico e attivista francese.

## Biografia
Nato con il nome di Jean-Adolphe Fouéré ad Aignan (Midi-Pirenei) da una famiglia bretone, è stato un indipendentista bretone ed è una delle figure più importanti del nazionalismo bretone. Fu inoltre padre dell'ideologia dell'Europa delle cento bandiere, descritta nell'omonimo libro.
Dopo la liberazione della Francia nel 1944 venne arrestato ma poco più tardi riuscì a fuggire in Galles dove fu ospitato da Gwynfor Evans e da altri nazionalisti gallesi.
Dal 1942 al 1944 fu prefetto della Bretagna e fu sorvegliato dalle autorità per le sue idee di una Bretagna indipendente dalla Francia.
Nel 1946 venne condannato alla pena dei lavori forzati e alla degradazione nazionale.
Vissuto a lungo in Irlanda, è padre dell'attrice Olwen Fouéré.
È stato il fondatore della Celtic League insieme a Alan Heusaff.
È scomparso nel 2011 all'età di 101 anni.